# Balcones de Barcelona
Balcones de Barcelona (en catalán: Balcons de Barcelona) es un mural pictórico situado en la plaza de Pablo Neruda, en el distrito del Ensanche de Barcelona. Fue creado en 1992 por el grupo francés Cité de la Création. 

## Historia y descripción
Este mural se hizo en el contexto de la campaña Barcelona ponte guapa (1986-1992), de restauración de fachadas de edificios y de monumentos, así como de adecuación de paredes medianeras, promovida por Josep Emili Hernández, del área de Patrimonio del Ayuntamiento de Barcelona. Fue inaugurado el 29 de febrero de 1992 por el alcalde de Barcelona, Pasqual Maragall, y el de Lyon, Michel Noir, contando además con la presencia de Antònia Macià, viuda de Josep Tarradellas, y de la hija de Joan Miró.
La obra se encuentra en un edificio situado entre la plaza de Pablo Neruda y la calle Enamorados 3, el cual tenía una pared medianera que producía un aspecto antiestético en el entorno. Así pues, se realizó un mural que ocupa toda la pared, y que simula ser una fachada de edificio con balcones donde se asoman diversos personajes, con un efecto de trompe-l'œil. Los personajes escogidos son 26 famosas personalidades del mundo cultural relacionados con la ciudad condal: en la terraza, Joaquín Blume y Cristóbal Colón; en la quinta planta, Santiago Rusiñol; en la cuarta, Àngel Guimerà y Margarita Xirgu; en la tercera, Joan Maragall, Pompeu Fabra, Francisco Ferrer Guardia, Narciso Monturiol e Ignacio Barraquer; en la segunda, Antoni Gaudí, Bartomeu Robert, Ildefonso Cerdá, Francisco de Paula Rius y Taulet, Francesc Macià, Lluís Companys y Josep Tarradellas; en la primera, Jacinto Verdaguer, Joan Miró, Carmen Amaya, Pablo Picasso, José Anselmo Clavé, Pau Casals y Antonio Machín; y en la planta baja, Raquel Meller y Mercè Rodoreda.
El grupo francés Cité de la Création está formado por una cooperativa de artistas de Lyon y está especializado en grandes murales. Han sido ganadores del premio Decenio Cultural de la Unesco.